# Mine des Carajás
 (mars 2025).
Si vous disposez d'ouvrages ou d'articles de référence ou si vous connaissez des sites web de qualité traitant du thème abordé ici, merci de compléter l'article en donnant les références utiles à sa vérifiabilité et en les liant à la section « Notes et références ».
Pour les articles homonymes, voir Carajas.
La mine des Carajás est une mine de fer à ciel ouvert située dans la serra dos Carajás (Pará, Brésil). C'est la plus grande mine de fer au monde. Elle utilise l'électricité du barrage de Tucuruí. Elle appartient en totalité à Vale.